# Aniela Dziewulska-Łosiowa
Aniela Dziewulska-Łosiowa (ur. 20 czerwca 1916 w Krakowie, zm. 10 stycznia 2004 w Warszawie) – astronom, geofizyk, stworzyła unikatowe pomiary ozonu atmosferycznego, kronikarz zesłańców syberyjskich.

## Życiorys

### Wczesne lata
W młodości mieszkała w Wilnie. Była córką profesora Władysława Dziewulskiego, który był rektorem Uniwersytetu Stefana Batorego oraz dyrektorem Obserwatorium Astronomicznego. Studiowała astronomię na wydziale matematyczno-przyrodniczym Uniwersytecie Stefana Batorego w Wilnie uzyskując we wrześniu 1938 roku stopień magistra astronomii — było to ostatnie przed wojną magisterium z astronomii w Polsce. Była żoną Leona Łosia.

### Działalność w konspiracji
Podczas wojny uczestniczyła w tajnym nauczaniu, a od jesieni 1942 roku jako żołnierz Armii Krajowej (pseudonim Krystyna) włączyła się w działalność konspiracyjną w okręgu wileńskim. Aresztowana 17 września 1944 roku przez NKWD, została w 1945 roku skazana na 10-letnie zesłanie na Syberię. Była więźniem obozu pracy w Prawieniszkach. Napisała wspomnienia w dwóch książkach, które m.in. opisują losy kobiet zesłanych na Syberię. Za swoją działalność w konspiracji została odznaczona m.in. Krzyżem Walecznych, Srebrnym Krzyżem Zasługi z Mieczami, Krzyżem Armii Krajowej oraz Medalem Wojska.

### Kariera naukowa
1 października 1938 roku objęła stanowisko asystenta przy katedrze astronomii Uniwersytetu Wileńskiego, na którym pracowała aż do zamknięcia Uniwersytetu i Obserwatorium przez okupacyjne władze litewskie. Uzyskała doktorat w 1967 roku w Instytucie Geofizyki Uniwersytetu Warszawskiego i docenturę w 1974 roku. W 1955 roku po powrocie z zesłania podjęła działalność naukową, początkowo w Obserwatorium Astronomicznym w Piwnicach k. Torunia, a następnie w Warszawie, w Państwowym Instytucie Hydrologiczno-Meteorologicznym. Następnie od roku 1959 pracowała w Instytucie Geofizyki Polskiej Akademii Nauk, gdzie od 1974 roku do emerytury w 1981 roku była kierownikiem Zakładu Fizyki Atmosfery Instytutu Geofizyki PAN. Pracowała tam do września 1990 roku.
Jej największym dorobkiem naukowym jest stworzenie w Obserwatorium Geofizycznym w Belsku stacji pomiarów ozonu atmosferycznego, działającej od 1963 roku do chwili obecnej, co jest ewenementem w skali światowej. Jest też m.in. autorką książki Ozon w atmosferze.

## Dzieła Anieli Dziewulskiej-Łosiowej
- Dziewulska-Losiowa, A., Observations of ozone at Belsk and some other activities in the physics of the atmosphere in the Institute of Geophysics of the Polish Academy of Sciences in the last decade, Acta Geophysica Polonica, 24(2), 105–109, 1976
- Dziewulska-Losiowa, A., Some remarks concerning the international ozone network, Proceedings of the Symposium on Atmospheric Ozone, Arosa Switzerland, Pure and Applied Geophysics, 106, 5–7, 970–976, 1973.
- Dziewulska-Losiowa, A., Ozone changes related to macrosynoptic situations in the middle stratosphere. II, Acta Geophysica Polonica, 19(4), 371–377, 1971
- Dziewulska-Losiowa, A. and C. D. Walshaw, 1975. The international comparison of ozone spectrophotometers at Belsk, 24 June – 6 July 1974. Publ. Inst. Geophys. Pol. Acad. Sci., 89, 3–59.
- Dziewulska-Losiowa, A. and C. D. Walshaw, 1977. The international comparison of ozone spectrophotometers at Belsk, 24 June – 6 July 1974. Part II. Publ. Inst. Geophys. Pol. Acad. Sci., 109, 41–45.
- Dziewulska-Losiowa, A., 1978. Total ozone observations with Dobson spectrophotometer using polaroid film. Publ. Inst. Geophys. Pol. Acad. Sci., D–7, 49–64.
- Dziewulska-Łosiowa, A., Ozon w atmosferze, Warszawa, Państwowe Wydawnictwo Naukowe, 1991
- Dziewulska-Łosiowa, A., Konwój strzela bez uprzedzenia: Polki w więzieniach i łagrach sowieckich, Białystok, Zakład Teorii i Antropologii Literatury w Instytucie Filologii Polskiej. Filia Uniwersytetu Warszawskiego, 1994.
- Dziewulska-Łosiowa, A., Mówią, o Panie żeś nas upokorzył..., Białystok, Zakład Teorii i Antropologii Literatury w Instytucie Filologii Polskiej. Filia Uniwersytetu Warszawskiego, 1997.
- Dziewulska-Łosiowa A., Zależność czasowych zmian całkowitej zawartości ozonu w atmosferze od makrosynoptycznych sytuacji średniej stratosfery. Promotor Teodor Kopcewicz, Uniwersytet Warszawski, 1967, praca doktorska.
- Dziewulska-Łosiowa A. Mój pobyt w Parwieniszkach W: Prawieniszki karny obóz pracy przymusowej, Warszawa 2006